# Diocesi di Port-Bergé
La diocesi di Port-Bergé (in latino Dioecesis Portus Bergensis) è una sede della Chiesa cattolica in Madagascar suffraganea dell'arcidiocesi di Antsiranana. Nel 2023 contava 26.830 battezzati su 984.200 abitanti. È retta dal vescovo Georges Varkey Puthiyakulangara, M.E.P.

## Territorio
La diocesi comprende i distretti civili di Boriziny, Mandritsara e Mampikony nella provincia di Mahajanga in Madagascar. Il territorio della diocesi è composto da due zone distinte, che sebbene contigue, non hanno collegamenti stradali diretti. La popolazione si dedica soprattutto all'attività agricola, è molto giovane (2/3 della popolazione è sotto i 30 anni) e povera (il 70% della popolazione vive sotto la soglia di povertà). Nella diocesi l'etnia Tsimihety è prevalente: si tratta di persone molto legate alla loro religione tradizionale, sebbene nella diocesi si stiano diffondendo anche l'islam, il protestantesimo e alcune sette.
Sede vescovile è la città di Boriziny (già nota come Port-Bergé), dove si trova la cattedrale di Maria Assunta in Cielo.
Il territorio è suddiviso in 14 parrocchie.

## Storia
La diocesi è stata eretta il 18 ottobre 1993 con la bolla Venerabiles Fratres di papa Giovanni Paolo II, ricavandone il territorio dalla diocesi di Mahajanga.

## Cronotassi dei vescovi
Si omettono i periodi di sede vacante non superiori ai 2 anni o non storicamente accertati.
- Armand Toasy (18 ottobre 1993 - 15 dicembre 2013 dimesso)
- Georges Varkey Puthiyakulangara, M.E.P., succeduto il 15 dicembre 2013

## Statistiche
La diocesi nel 2023 su una popolazione di 984.200 persone contava 26.830 battezzati, corrispondenti al 2,7% del totale.
| anno | popolazione | popolazione | popolazione | presbiteri | presbiteri | presbiteri | presbiteri                | diaconi | religiosi | religiosi | parrocchie |
| anno | battezzati  | totale      | %           | numero     | secolari   | regolari   | battezzati per presbitero | diaconi | uomini    | donne     | parrocchie |
| ---- | ----------- | ----------- | ----------- | ---------- | ---------- | ---------- | ------------------------- | ------- | --------- | --------- | ---------- |
| 1999 | 13.969      | 460.248     | 3,0         | 11         | 8          | 3          | 1.269                     |         | 3         | 22        | 3          |
| 2000 | 7.739       | 435.822     | 1,8         | 14         | 10         | 4          | 552                       |         | 5         | 23        | 3          |
| 2001 | 9.890       | 460.812     | 2,1         | 12         | 8          | 4          | 824                       |         | 5         | 24        | 4          |
| 2002 | 9.904       | 461.500     | 2,1         | 12         | 8          | 4          | 825                       |         | 8         | 30        | 4          |
| 2003 | 9.841       | 473.040     | 2,1         | 14         | 10         | 4          | 702                       |         | 8         | 37        | 4          |
| 2004 | 10.400      | 518.451     | 2,0         | 16         | 12         | 4          | 650                       |         | 8         | 35        | 4          |
| 2013 | 20.320      | 718.000     | 2,8         | 18         | 10         | 8          | 1.128                     |         | 13        | 37        | 8          |
| 2016 | 21.430      | 826.043     | 2,6         | 27         | 20         | 7          | 793                       |         | 10        | 44        | 9          |
| 2019 | 24.160      | 895.860     | 2,7         | 33         | 26         | 7          | 732                       |         | 11        | 55        | 10         |
| 2021 | 26.570      | 985.120     | 2,7         | 30         | 30         |            | 885                       |         | 4         | 55        | 12         |
| 2023 | 26.830      | 984.200     | 2,7         | 27         | 27         |            | 993                       |         | 4         | 55        | 14         |